# Montes Omineca

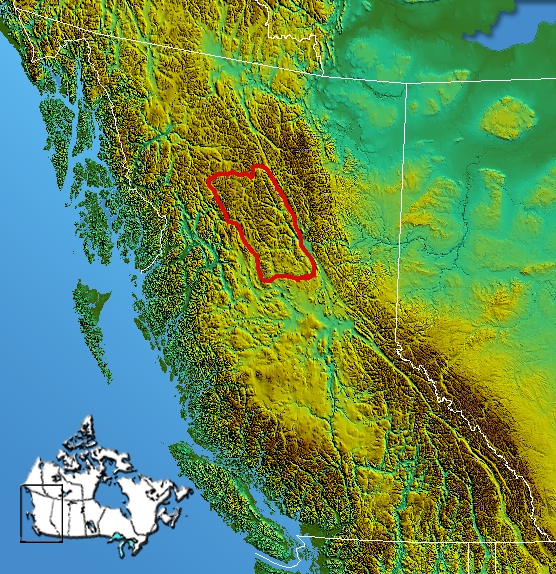
Mapa indicando os Montes Omineca

Os 'Montes Omineca, são uma cordilheira na Colúmbia Britânica, no Canadá. São limitadas a norte pelo rio Finlay.